# Un film comme les autres
Pour plus de détails, voir Fiche technique et Distribution.
Un film comme les autres, également appelé Le Joli Mois de mai, est un film français réalisé en juillet-août 1968 par Jean-Luc Godard. Le film est ensuite revendiqué par le Groupe Dziga Vertov.

## Synopsis
Discussions entre étudiants et ouvriers (des inconnus, parfois non filmés de face) sur ce qui s'est passé au mois de mai, sur l'occupation des usines, les agissements de la police, le désir de révolution, le tout entrecoupé de séquences muettes documentaires des manifestations de mai 1968. 

## Fiche technique
- Titre original : Un film comme les autres ou Le Joli Mois de mai
- Réalisation : Jean-Luc Godard
- Photographie : William Lubtchansky (non crédité)
- Montage : Jean-Luc Godard
- Société de production : Anouchka Films
- Pays de production :  France
- Langue originale : français
- Format : noir et blanc et couleur (Eastmancolor) - 16 mm  - 1,37:1 - son mono
- Durée : 120 minutes
- Genre : film politique expérimental
- Date de sortie :
  - États-Unis : 29 décembre 1968

## Production
Le tournage se déroule avec une caméra 16 mm sur un champ herbeux abandonné à Flins-sur-Seine, en juillet 1968. Le réalisateur, influencé par les événements du Mai 68 français au cours desquels il avait travaillé sur des Cinétracts, épisodes de quelques minutes chacun consacrés à la lutte des étudiants parisiens, s'engagera bientôt sur la voie du cinéma collectif avec le groupe Dziga Vertov (1969-1972). Un film comme les autres est la première tentative d'expérimentation d'un nouveau langage cinématographique qui échapperait aux règles industrielles et bouleverserait les principes formels et esthétiques d'un art défini comme « bourgeois » au sens marxiste.
Godard demande à ses acteurs (des étudiants de l'université de Nanterre, d'où est partie la protestation, et des ouvriers de Renault qui ont occupé l'usine de Flins en juin et se sont fait violemment expulser par la police) de discuter entre eux afin de tirer les leçons de l'expérience révolutionnaire. Le tournage est entrecoupé d'images sans son tournées lors de manifestations, d'occupations, d'assemblées, souvent filmées par le réalisateur lui-même avec une caméra 16 mm.
Godard intervient depuis le hors-champ dans la discussion de ses acteurs pour tenter de les diriger. Le résultat est un film absolument étranger à toute règle spectaculaire : le cadreur ne cadre jamais le visage de l'orateur, souvent filmé de dos ou derrière un buisson, voire en très long plan ; les voix sont souvent couvertes par un commentaire hors-champ citant des paroles de grands révolutionnaires de 1789 à 1968 : Lénine, Marx, Che Guevara, voire Shakespeare et le situationniste Guy Debord, avec pour résultat que la bande sonore est partiellement inaudible.
En phase de post-production, le réalisateur élabore avec la monteuse Christine Aya (qui rejoindra plus tard le groupe Dziga Vertov) un principe de déconstruction narrative, psychologique, descriptive et même du sens, afin d'obtenir à travers l'inévitable sentiment de frustration au visionnage que les spectateurs se posent des questions, dans l'espoir de déchiffrer le sens des images et des sons. Par conséquent, Un film comme les autres est absolument dépourvu de dramatisation et de spectacularisation, contrairement aux films de la même période considérés comme progressistes ou de gauche. Godard pousse la déconstruction du cinéma de l'intérieur à un point tel qu'il annule non seulement son émotivité mais aussi sa capacité signifiante, allant jusqu'à épuiser sa fonction.
Le film n'a pas de réelle commercialisation, ne touchant que quelques centaines de spectateurs. Les États généraux du cinéma, une organisation d'initiés du cinéma de gauche, considèrent qu'il ne correspond pas à leur ligne politique.
Le titre semble donc être une allusion ironique à un film qui ne ressemble en fait à aucun autre, en ce qu'il peut paraître insupportable au point de pousser certains spectateurs à abandonner le visionnage.